# テリュート
テリュート (ロシア語: Терют、サハ語: Төрүт)とは、ロシア連邦サハ共和国オイミャコン地区にある村。地区の中心地であるウスチ＝ネラから120 km離れている。人口は355人（2010年）。